# Лазар П. Кузмановић
Лазар П. Кузмановић (Краљево, 6. април 1883 — Краљево, 30. јун 1933) био је српски трговац и народни посланик.

## Биографија
Лазар Кузмановић рођен је 6. априла 1883. године у Краљеву, од оца Петра и мајке Дане. Отац му је био месар, а Лазар је од њега наследио капитал за започињање свог посла. Лазар је био један од оснивача Краљевског трговачког кредитног завода, формираног 1924. године. Био је изабран за првог председнка петочланог Управног одбора овог завода.
Што се тиче његове политичке каријере, Кузмановић је био члан Народне радикалне странке. Био је један од њених најугледнијих чланова у Краљеву. На листи ове странке је био изабран 1927. године за народног посланика за Жички срез. Четири године касније, 1931. године, изабран је поново за народног посланика за Жички срез, али овог пута је био кандидат на листи генерала Петра Живковића. Године 1933. изабран је за председника среског одбора Југословенске радикално-сељачке демократије.
Лазар Кузмановић је, већ дуже време тешко болестан, извршио самоубиство 30. јуна 1933. године. Иза себе оставио је опроштајно писмо: Ужасне муке које ми је немогуће даље подносити нагнаше ме да се решим да гасим живот. Не будем ли успео, биће зло још горе. Несрећна породицо и другови, знам да ми не можете опростити. Сахрањен је у Краљеву.